# جامعة الفلوجة
جامعة الفلوجة هي جامعة عراقية حكومية تأسست عام 2014 تقع في مدينة الفلوجة في محافظة الانبار على بعد 60 كيلو مترا شمال غرب العاصمة بغداد تتألف الجامعة من 7 كليات آخر ما تم استحداثه منها هي كلية التربية موزعة على مجموعة متعددة من الابنية جميعها داخل مدينة الفلوجة.رئاسة الجامعة تقع في شارع السد بمدينة الفلوجة

## كليات الجامعة
تضم الجامعة ست كليات وهي:
- كلية الطب
- كلية الطب البيطري
- كلية القانون
- كلية الأدارة والاقتصاد
- كلية التربية الأسلامية
- كلية العلوم التطبيقية

## وصلات خارجية
- موقع جامعة الفلوجة